# Prometeo (volcán)

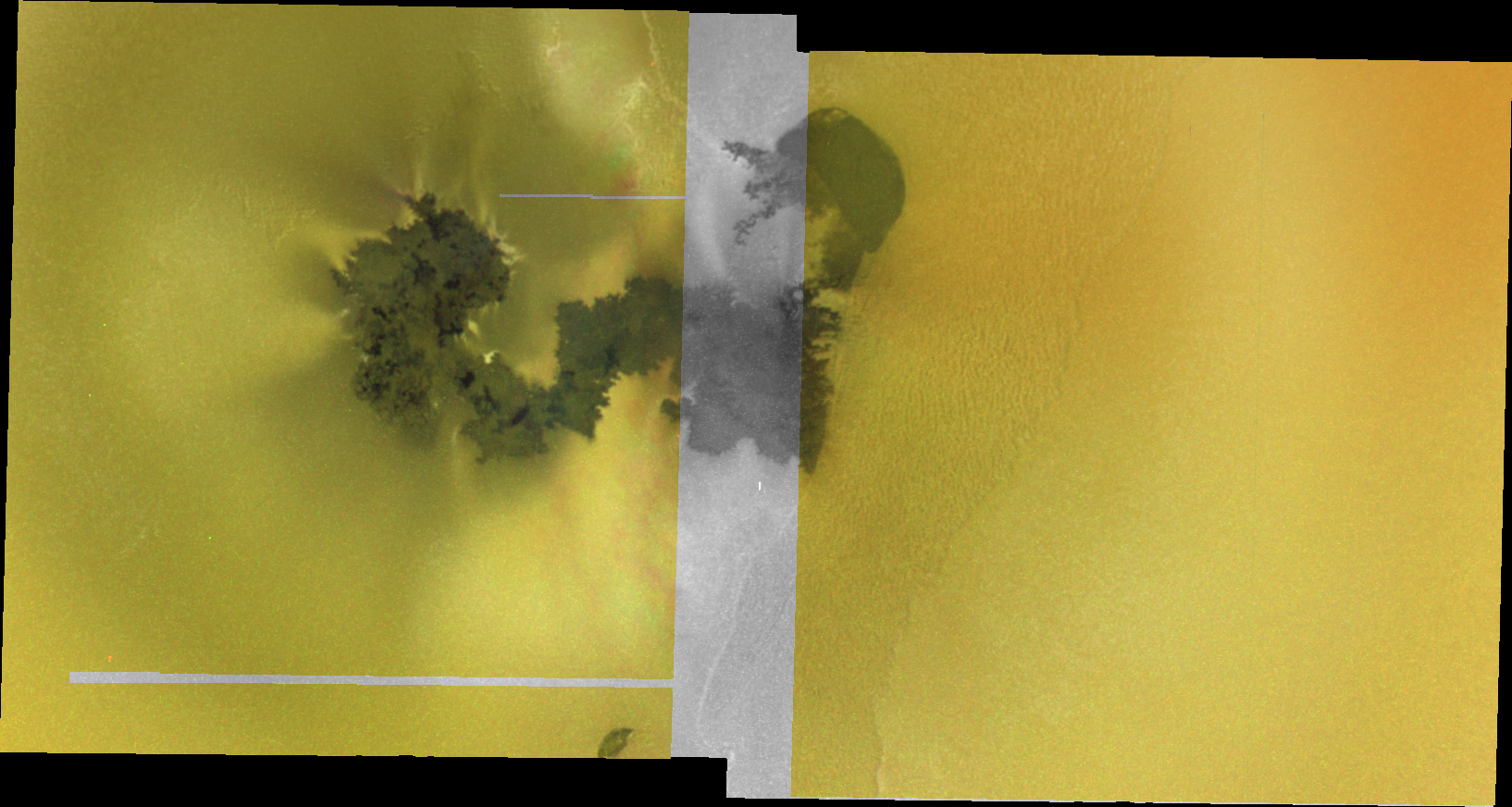
Mosaico de imágenes del volcán Prometeo realizadas por la sonda espacial Galileo y de sus coladas de lava.

Prometeo (en inglés: Prometheus) es un volcán activo en la superficie de Ío, un satélite de Júpiter. Se encuentra en el hemisferio opuesto a Júpiter en las coordenadas 1°31′S 153°56′O / -1.52, -153.94. Está conformado por una fosa volcánica de 28 kilómetros de longitud y 14 de ancho denominada Prometheus Patera y un flujo de lava de 100 km de extensión, el cual está rodeado de azufre rojizo y dióxido de azufre brillante, procedentes de los materiales depositados por las plumas volcánicas. En marzo de 1979 se lo observó por primera vez a través de las imágenes obtenidas por la sonda espacial Voyager 1. A finales de ese año la Unión Astronómica Internacional lo bautizó con el nombre de Prometeo, deidad griega del fuego.